# Indigofera brevidens
Indigofera brevidens är en ärtväxtart som beskrevs av George Bentham. Indigofera brevidens ingår i släktet indigosläktet, och familjen ärtväxter. Utöver nominatformen finns också underarten I. b. uncinata.